# 일사량
일사량(日射量, 영어: insolation)은 태양으로부터 오는 태양 복사 에너지(일사(日射))가 지표에 닿는 양을 말한다. 일사량은 태양광선에 직각으로 놓은 1제곱센티미터(cm2) 넓이에 1분 동안 복사되는 에너지의 양(輻射量)을 측정함으로써 알 수 있다.
대한민국에서 일사량은 하루 중 태양이 남중할 때, 1년 중 하지(6월 23일) 경에 최대가 되는데, 이는 태양의 고도가 높으므로 지표면에 도달하기까지 통과하는 대기의 두께가 얇기 때문이다.
다시 말해서, 태양의 고도가 높을수록 일사량 또한 증가하며, 태양이 천정에 위치할 때 일사량은 최대가 된다. 따라서 적도 지방에서는 춘분(3월 23일)과 추분(9월 23일) 정오에 일사량이 최대가 된다.
한편 국소적인 일사량은 지역에 따라 큰 차이를 보이는데, 산이나 거대 구조물 등의 지형에 의한 그림자에 의한 경우도 있고, 연중 맑은 날의 숫자의 차이에 의한 경우도 있다. 이러한 일사량의 차이는 대한민국 내에서 태양광 발전소 등을 건립하기 위한 부지 선정에 중요한 고려 대상이 된다.

## 같이 보기
- 일사
- 일사계